# Betacixius obliqua
Betacixius obliqua är en insektsart. Betacixius obliqua ingår i släktet Betacixius och familjen kilstritar. Utöver nominatformen finns också underarten B. o. pallens.